# 森下要
森下 要（もりした かなめ）は、日本の漫画家・イラストレーター・フィギュア 原型師である。

## 来歴
大阪芸術大学卒業後、漫画家として活動開始。コミックマスターや各種アンソロジー雑誌で漫画を連載する。1997年にホビージャパン社からコミックスを出版。同年つやつやみおと結婚し「かなめみお」というユニット名で活動開始。2000年からフィギュア原型・造型を始める。
30センチサイズのウルトラ怪獣・仮面ライダー 怪人のガレージキット、怪々大行進シリーズやオリジナルフィギュア、ニクポ星人、ババゲゲ怪物園、かなめみお豆等が支持されている。
アミューズメントメディア総合学院のデッサン講師でもある。

## 作風
優れたデッサン力を生かした人型のフィギュア原型が特に支持されている。漫画はギャグ色が強い。

## 著書

### 漫画
- 森下通信かなめ～る（ホビージャパン）
- 西遊のーてん記（コミックゼロ・ムービック）
- 平成からくり娘まりん☆くらっしゅ！（パソコンパラダイス）

### イラスト
- みおの実～小説版～シリーズ　表紙、挿絵
- みおの腐れ実シリーズ　表紙、挿絵
- みおの桃の実シリーズ　表紙、挿絵
- 中兵庫信用金庫広報「ふれあい」表紙
- コミックシティパンフレット表紙、漫画、挿絵
- そうさく畑パンフレット表紙、漫画、挿絵
- IQパニック（IGS）ゲームジャケット
- E[i:] 東京巨乳(ラブ)ストーリー（アップルパイ）ゲームジャケット
- 電子紙芝居　おじいちゃんは丹波杜氏

他

### フィギュア
- 怪々大行進シリーズ（かなめみお）
- 仮面ライダー怪人シリーズ（ユニファイブ）
- 変身スパイニクポ星人シリーズ（かなめみお）
- ババゲゲ怪物園シリーズ（かなめみお）
- かなめみお豆シリーズ（かなめみお）
- CCP 1/6特撮シリーズ スカイドン（ＣＣＰ）
- CCP 1/6特撮シリーズ テレスドン（ＣＣＰ）
- CCP 1/6特撮シリーズ ボーグ星人（ＣＣＰ）

他

### デザイン
- 飲むヨーグルト　のんじゃえ丹波（氷上酪農）
- 篠山ABCマラソン大会　Tシャツ

他